# مارگرت لارا وینارسدوتیر
مارگرت لارا وینارسدوتیر (انگلیسی: Margrét Lára Viðarsdóttir؛ زادهٔ ۲۵ ژوئیهٔ ۱۹۸۶) بازیکن فوتبال اهل ایسلند است.
از باشگاه‌هایی که در آن بازی کرده‌است می‌توان به باشگاه فوتبال ۱.اف‌اف‌سی توربین پوتسدام، باشگاه فوتبال اف‌سی‌آر ۲۰۰۱ دویسبورگ، باشگاه ورزشی وستمانایا، و باشگاه فوتبال لینشوپینگ اشاره کرد.
وی همچنین در تیم‌های ملی فوتبال زنان ایسلند، و زنان ایسلند، و زنان ایسلند، و زنان ایسلند، بازی کرده‌است.